# أمراض المناعة الذاتية لدى النساء
أمراض المناعة الذاتية لدى النساء هي وصف لأمراض المناعة التي تصيب المرأة. بعض هذه الاختلافات فريدة من نوعها للنساء مثل الآثار التي تظهر في أثناء الحمل. يُمكن للنساء المصابات بأمراض المناعة الذاتية أن ينجبن الأطفال بأمان ولكن هناك بعض المخاطر على الأم أو الطفل، يتوقف هذا الأمر على المرض ومدى شدته. على سبيل المثال، تكون النساء الحوامل المصابات بمرض الذئبة أكثر عُرضة للولادة المبكرة وولادة جنين ميت. قد يكون لدى النساء الحوامل المصابات بالوهن العضلي الوبيل أعراض تؤدي إلى صعوبة في التنفس أثناء الحمل. بالنسبة لبعض النساء، تميل الأعراض إلى التحسن خلال فترة الحمل، بينما يجد آخرون أن أعراضها تميل إلى الاحتدام أو الزيادة بشكل جنوني. أيضا، قد لا تكون بعض الأدوية المستخدمة لعلاج أمراض المناعة الذاتية آمنة للاستخدام أثناء الحمل.

## أثناء الحمل
يُوصي بالتحدث مع أحد مقدمي الرعاية الطبية قبل الحمل. فقد ينصحوا بالانتظار وعدم الحمل حتى يصبح المرض أقل حدة أو يقترحوا تغيير الدواء قبل الحمل. هناك أيضًا أخصائيو الغدد الصماء المتخصصين في علاج النساء الذين يعانون من حمل شديد الخطورة. قد تجد بعض النساء اللواتي يعانون من أمراض المناعة الذاتية صعوبة في الحمل وذلك يرجع لعدة أسباب. يمكن للاختبارات معرفة ما إذا كانت مشاكل الخصوبة ناتجة عن مرض المناعة الذاتية أو سبب آخر غير ذي صلة. علاجات الخصوبة قادرة على مساعدة بعض النساء المصابات بأمراض المناعة الذاتية على الحمل.

## القيود
على الرغم من أن معظم أمراض المناعة الذاتية لا يمكن علاجها، فمن الممكن إدارة المرض والمشاركة في نفس الأنشطة التي تستطيع النساء الأخريات القيام بها. النساء المصابات بأمراض المناعة الذاتية يعشن حياة كاملة ونشطة. رؤية أخصائي ستساعد في الحفاظ على الوظيفة والحفاظ على الصحة المثلى.

## العلاج غير الدوائي
تعتبر العلاجات غير الدوائية فعالة في علاج أمراض المناعة الذاتية وتساهم في الشعور بالراحة. يمكن للمرأة:
● تناولي وجبات صحية متوازنة تتضمن الفواكه والخضروات والحبوب الكاملة ومنتجات الألبان الخالية من الدهون أو قليلة الدسم ومصادر البروتين الخالية من الدهون. اتباع نظام غذائي صحي يحد من الدهون المشبعة، والدهون غير المشبعة، والكوليسترول، والملح، والسكريات المضافة.
● ممارسة النشاط البدني بانتظام دون المبالغة في ذلك. التشاور مع الطبيب حول أنواع النشاط البدني المناسب. البرامج التدريبية التدريجية غير الشاقة تصلُح لأولئك الذين يعانون من آلام طويلة في العضلات والمفاصل. قد تكون بعض أنواع اليوجا أو تاي تشي مفيدة.
● الحصول على قسط كاف من الراحة. تتيح الراحة الوقت اللازم لأنسجة الجسم والمفاصل ليتمكنوا من التعافي. النوم هو وسيلة رائعة للحفاظ على الصحة كما يساعد كلًُا من الجسم والعقل. مع قلة النوم ومستويات التوتر قد تزداد الأعراض سوءًا. حينما لا يكون مقدار النوم كافيًا فإن المناعة ضد الأمراض الأخرى أو العدوى تقل. تساهم الراحة في القدرة على التعامل مع الضغوط والمشاكل. يحتاج الكثير من الناس إلى النوم من 7 إلى 9 ساعات على الأقل كل يوم ليشعروا بالراحة. [2]
● تقليل التوتر. يمكن أن يؤدي الإجهاد والقلق إلى ظهور أعراض في بعض أمراض المناعة الذاتية. سيساعد تبسيط الضغوطات اليومية على المساهمة في الشعور بالراحة. قد يكون التأمل والتنويم المغناطيسي الذاتي والصور الموجهة فعالة في الحد من التوتر وتخفيف الألم والقدرة على التعامل مع جوانب أخرى من التعايش مع المرض. يمكن أن تساعد المواد التعليمية في تعلم هذه الأنشطة مثل كتب المساعدة الذاتية أو المصادر الصوتية أو الأشرطة أو بمساعدة مدرب. قد يساعد أيضًا الانضمام إلى مجموعة دعم أو التحدث مع مستشار نفسي في السيطرة على التوتر والتعامل مع المرض.
قد تكون بعض العلاجات التكميلية فعالة وتشمل:
● الاستماع إلى الموسيقى
● قضاء بعض الوقت في الاسترخاء في وضع مريح
● استخدام التصور والتخيل على مدار اليوم